# Bleší trh

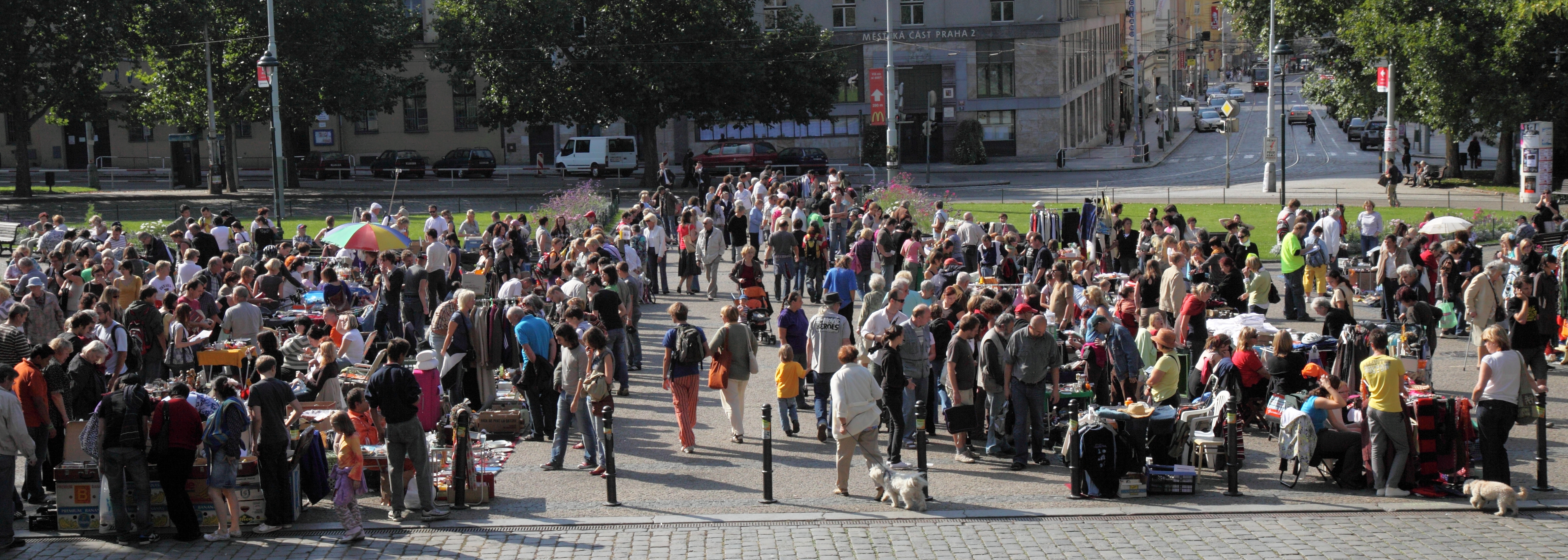
Bleší trh v Praze na náměstí Míru

Bleší trh, lidově blešák či burza je v původním slova smyslu trh, kde jsou nabízeny starožitnosti, různé použité věci, ale také jídlo a pití soukromými osobami bez nutnosti obchodní koncese. Při prodeji není třeba vést účetnictví ani z jednorázového prodeje platit daně (pokud celková částka není vyšší než 20 000 Kč za rok). Výraz bleší trh pochází ze středověku, kdy panovník nebo šlechtic přenechal darem oblečení svým poddaným. Ti s ním mohli dále obchodovat a spolu s ním se přenášeli i paraziti.

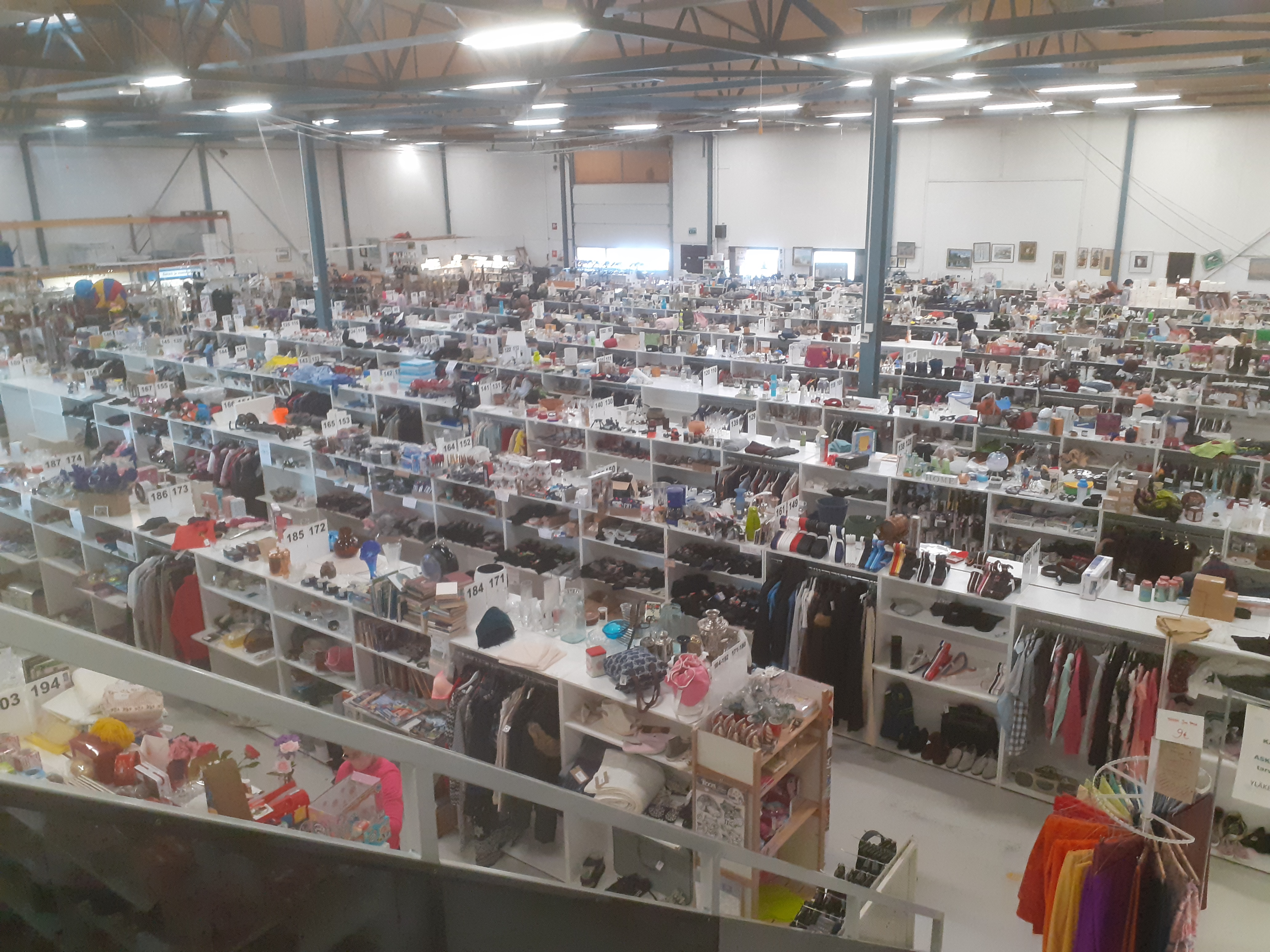
Viirin Kirppis, bleší trh ve finské Klaukkala

## Bleší trhy v Česku
Největší bleší trh v České republice se koná o víkendech v Praze v ulici u Elektry na Praze 9.  Jeho rozloha činí 60 000 m.  Další trhy se odehrávají na Tylově náměstí a Náplavce. 

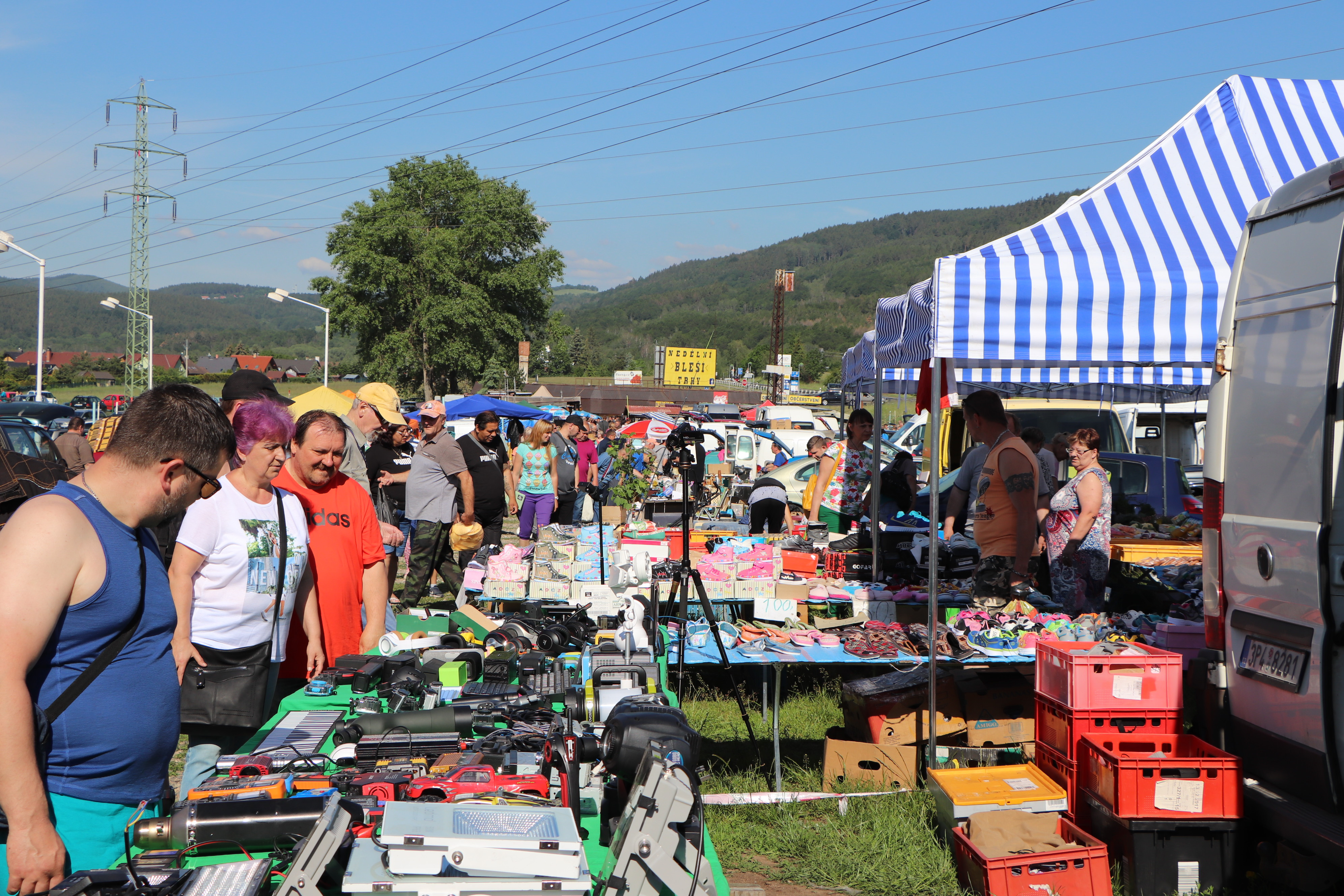
Pravidelný nedělní trh v Málkově u Chomutova

Na severu Čech se koná trh v obci Málkov u Chomutova. Každou neděli se tam nachází mnoho desítek prodejců s různým zbožím.
Také jiná města mají vlastní bleší trhy, např. Ostrava, Olomouc  nebo Brno. Bleší trhy občas mívají také kulturní program, jako například Vintage.Market.Olomouc.

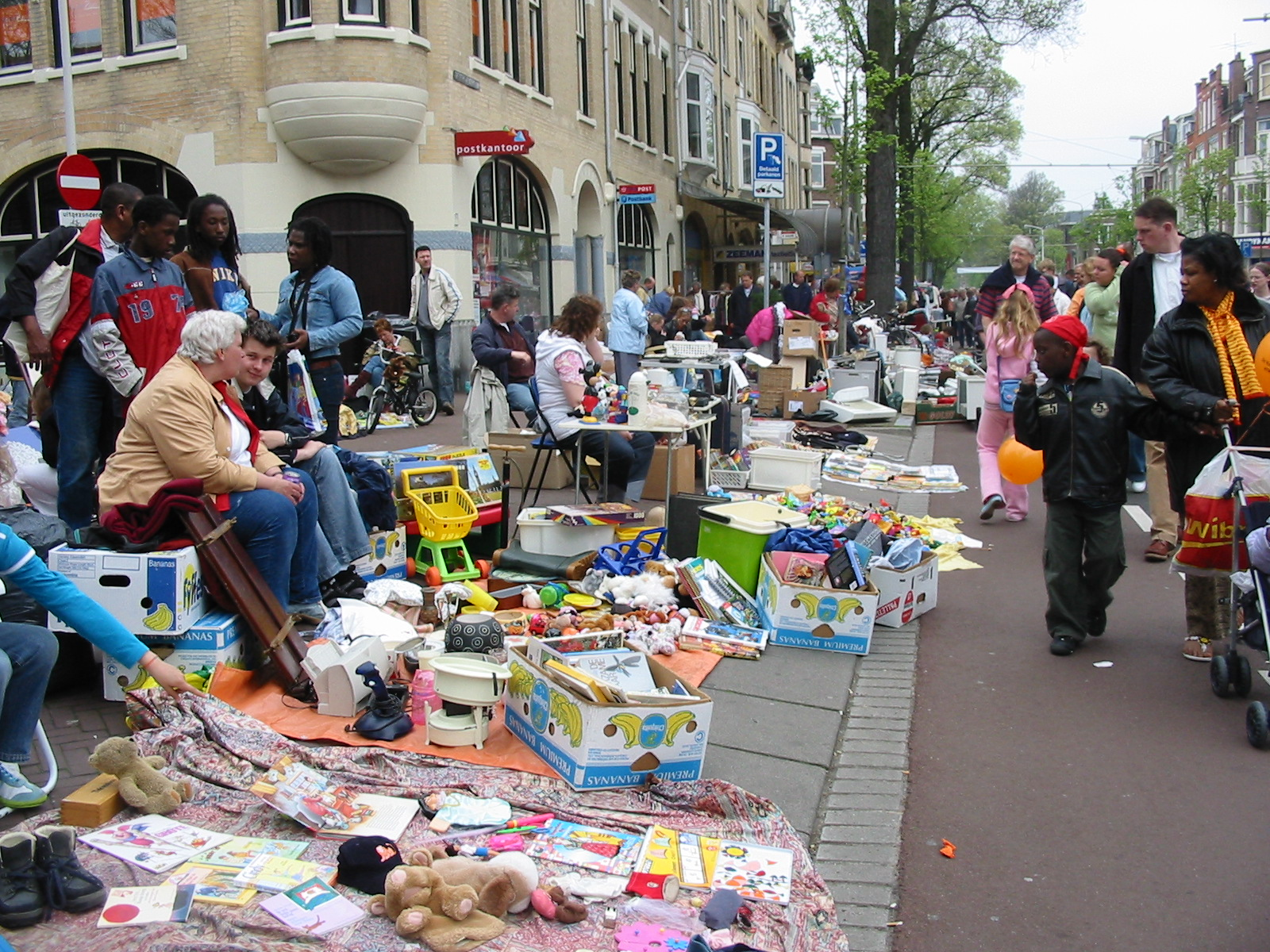
Bleší trh v Haagu u příležitosti svátku Koninginnedag

## Bleší trhy ve světě
Velké bleší trhy se odehrávají v mnoha evropských i jiných městech. Nejznámější a největší jsou v Paříži a okolí (Saint-Ouen, Vanves a Montreuil), Londýně (Brick Lane Market, Portobello Market), Miláně (Fiera di Senigallia), Berlíně (Arkonaplatz), Wuppertalu, Bonnu (Flohmarkt Rheinaue), ve Vídni, Bruselu, Madridu  nebo Amsterdamu (Waterlooplein- Nieuwmarkt) a Bělehradě. V Nizozemsku se velké bleší trhy pořádají v celé zemi u příležitosti státního svátku Koninginnedag.
Ve Spojených státech jsou známé bleší trhy v New Yorku (Brooklyn), nebo Washingtonu DC.

## Alternativy
Prostřednictvím aukcí na portálech jako je eBay nebo Aukro se v posledních letech zvyšuje prodej použitého zboží i přes internet.